# Ceratophyllum demersum
Ceratophyllum demersum é uma espécie de planta com flor pertencente à família Ceratophyllaceae. É uma planta aquática submersa, de livre flutuação, de distribuição cosmopolita, nativa de todos os continentes, exceto da Antártida.Em Portugal é conhecido pelo nome popular erva-do-peixe-dourado  e no Brasil é conhecida como rabo-de-raposa .
A autoridade científica da espécie é L., tendo sido publicada em Species Plantarum 2: 992. 1753.

## Portugal
Trata-se de uma espécie presente no território português, nomeadamente em Portugal Continental e no Arquipélago dos Açores.
Em termos de naturalidade é nativa das duas regiões atrás indicadas.

## Protecção
Não se encontra protegida por legislação portuguesa ou da Comunidade Europeia.